# Chester Greenwood
Chester Greenwood (tháng 4 năm 1858 – tháng 5 năm 1937) của vùng Farmington, Maine thuộc Mỹ đã sáng chế ra mũ che tai vào năm 1873, ở tuổi 15. Ông ấy có được ý tưởng về phát minh này khi được tặng một đôi giày trượt băng và ông nhanh chóng đem ra thử nhưng thời tiết lúc đó rất lạnh khiến cho đôi tai của ông đỏ tấy lên và mọi người ai cũng cười ông. Sau đó, ông liền lấy khăn len quấn tai cho ấm nhưng cái khăn là một ý tưởng tồi khi nó gây ngứa cho đôi tai của ông. Sau đó, ông liền lấy hai cái vòng dây của bà nội ông, khâu một lớp nỉ mặt bên này mỗi vòng và lông hải li mặt bên kia, ông liền ngay lập tức nhận ra ý tưởng này quả là thứ mình đang cần.
Và câu chuyện vẫn chưa hết khi vào năm 1877, ông cảm thấy đã đến lúc thiết kế mình đã sẵn sàng đem bán rộng rãi, ông liền gắn thêm một đoạn dây vào phát minh của mình để giữ nó vừa đầu và hai miếng che tai đúng chỗ. Để tưởng nhớ ông, cứ mỗi này 21 tháng chạp lại có cuộc diễu hành mang tên "Tai ai lạnh nhất nào?" ở quê hương ông.
Ngoài là một nhà phát minh, ông còn là chủ hãng king doanh xe đạp
Nhà của Chester Greenwood ở Farmington được đưa vào danh sách Các địa điểm lịch sử của quốc gia.